# Селуин (озеро)
Селуин (англ. Selwyn Lake) — озеро на границе Северо-Западных территорий и провинции Саскачеван в Канаде. Одно из больших озёр Канады — площадь водной поверхности равна 593 км², общая площадь — 717 км², десятое по величине озеро Северо-Западных территорий. Высота над уровнем моря 265 метров. Сток на юг по реке Чипман в озеро Блэк-Лейк, далее по реке Фон-дю-Лак в озеро Атабаска (бассейн реки Маккензи). Озеро имеет острова Далтон, Хемсворт, Шер и ряд других общей площадью 124 км².
В летнее время озеро является одним из центров любительского рыболовства в Канаде. Специализация: северная щука и озёрная форель. Ловятся также судак и арктический хариус.